# Ariarates V
Ariarates V Eusébio ‎Filopátor (em grego clássico: Ἀριαράθης Εὐσεβής Φιλοπάτωρ; romaniz.: Ariaráthēs Eusebḗs Philopátōr), rei da Capadócia (163 a.C.–130 a.C.). Filho e sucessor de Ariarates IV.

## Família
Ariarates IV herdou o trono da Capadócia de seu pai Ariarates III quando era uma criança, e se casou com Antióquida, filha de Antíoco III Magno.
Antióquida não tinha escrúpulos, e, vendo que não tinha filhos com o rei, arrumou dois supostos filhos, Ariarates e Orofernes, apresentando-os como se fossem filhos do casal. Mais tarde, porém, Antióquida deixou de ser estéril e teve duas filhas e um filho (chamado de Mitrídates, o futuro rei Ariarates V). Ela contou a verdade sobre Ariarates e Orofernes para o rei e, para evitar problemas com a sucessão, estes foram enviados, respectivamente, a Roma e à Jônia.
Ariarates V era cunhado de Eumenes II, rei de Pérgamo, casado com sua irmã Estratonice.

## Biografia
Ariarates estudou filosofia em Atenas, onde se tornou colega do futuro Átalo II, do Reino de Pérgamo. Ao assumir o trono da Capadócia, foi instruído por Roma a recusar casar-se com a irmã do rei selêucida, Demétrio I Sóter. Em represália, este apoiou as pretensões de Orofernes, suposto irmão mais velho de Ariarates. O usurpador conseguiu tomar o poder, mas Átalo ajudou Ariarates a recuperar seu trono, expulsando Orofernes para a Síria. De volta à Capadócia, Ariarates saqueou Priene, por ter o templo de Atena se recusado a lhe entregar o tesouro do usurpador.
Em 155 a.C., ele enviou tropas para ajudar Átalo em sua luta contra Prúsias II, rei da Bitínia e, em 131 a.C., forneceu soldados e navios a Roma, na guerra contra Aristônico.
Ariarates morreu na guerra contra Aristônico, e o senado romano premiou seus filhos, acrescentando aos seus domínios a Licaônia e a Cilícia.

## Casamento e filhos
Ele foi casado com Laódice, com quem teve seis filhos, todos meninos. Laódice, que governou em nome dos filhos, assassinou por envenenamento cinco dos filhos, e foi executada pelo povo por esta crueldade. O único sobrevivente foi o rei Ariarates VI.